# MBL (immunologie)
Pour les articles homonymes, voir MBL.

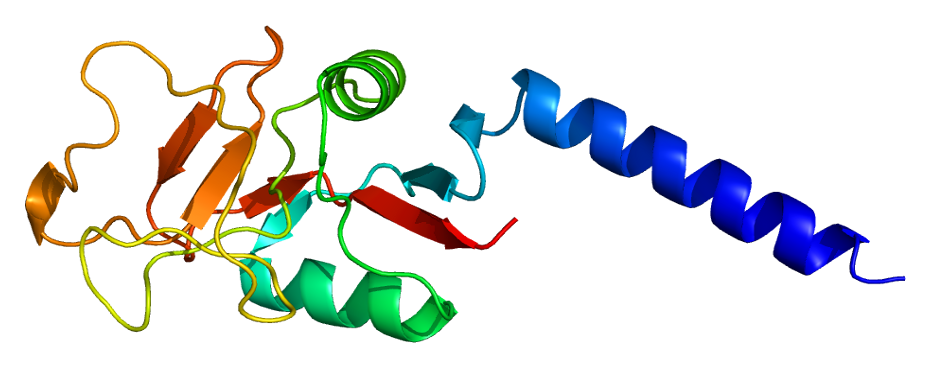
La structure de la protéine

Mannose-Binding Lectine (lectine liant le mannose) est une protéine, plus précisément une opsonine, qui active le système du complément du système immunitaire par la voie dites des lectines afin de former un complexe d'attaque membranaire (MAC). Ce dernier permettra la destruction de bactéries ou de cellules endommagées en formant des pores sur leurs membranes cellulaires.
Les mannoses sont leurs cibles car ils ne sont que très rarement présents sans modifications dans le corps chez les mammifères. Ils sont très présent entre autres chez les levures.